# Chris Tomlinson
Christopher ("Chris") George Tomlinson (* 15. září 1981, Middlesbrough, Severovýchodní Anglie) je britský atlet, jehož hlavní disciplínou je skok daleký.
V roce 2004 na halovém MS v Budapešti skončil na 6. místě a reprezentoval na letních olympijských hrách v Athénách, kde ve finále obsadil výkonem 825 cm 5. místo. Od bronzové medaile, kterou získal Španěl Joan Lino Martínez ho dělilo šest centimetrů.
První velkou medaili vybojoval v roce 2008 na halovém MS ve Valencii, kde získal stříbrnou medaili. Jeho nejdelší pokus z první série měřil 806 cm. O dva centimetry dál skočil jen Godfrey Khotso Mokoena z JAR a stal se halovým mistrem světa. V témže roce nepostoupil na olympiádě v Pekingu z kvalifikace, když skočil jen 770 cm. Posledním, dvanáctým postupujícím do finále byl Roman Novotný, který předvedl 794 cm.
V roce 2010 získal na evropském šampionátu v Barceloně za 823 cm bronzovou medaili.

## Osobní rekordy
- hala – 818 cm – 2. únor 2008, Stuttgart
- venku – 835 cm – 8. červenec 2011, Paříž